# Acanthodactylus yemenicus
Acanthodactylus yemenicus är en ödleart som beskrevs av  Alfredo Salvador 1982. Acanthodactylus yemenicus ingår i släktet fransfingerödlor, och familjen lacertider. Inga underarter finns listade i Catalogue of Life.
Typisk är stora fjäll med köl på svansens ovansida. Honor lägger ägg.
Denna ödla lever i västra Jemen och kanske i angränsande regioner av Saudiarabien. Den vistas i låglandet och i bergstrakter upp till 2000 meter över havet. Exemplaren hittas i klippiga öknar med glest fördelad växtlighet.
Acanthodactylus yemenicus har bra anpassningsförmåga. IUCN kategoriserar arten globalt som livskraftig.